# Cottus kanawhae
Cottus kanawhae és una espècie de peix pertanyent a la família dels còtids.

## Descripció
- Fa 11 cm de llargària màxima.[4]

## Hàbitat
És un peix d'aigua dolça, demersal i de clima temperat.

## Distribució geogràfica
Es troba a Nord-amèrica: Virgínia i Virgínia Occidental (els Estats Units).

## Observacions
És inofensiu per als humans.